# Baeolophus
A Baeolophus a madarak osztályának verébalakúak (Passeriformes) rendjébe és a cinegefélék (Paridae) családjába tartozó nem.

## Rendszerezés
Egyes rendszerezések a Parus nembe sorolják az ide tartozó fajokat is.
A nembe az alábbi 5 faj tartozik:
- feketebúbos cinege (Baeolophus atricristatus vagy Parus atricristatus)
- borókacinege (Baeolophus ridgwayi vagy Parus ridgwayi)
- indiáncinege (Baeolophus bicolor vagy Parus bicolor)
- kantáros cinege (Baeolophus wollweberi vagy Parus wollweberi)
- oregoni cinege (Baeolophus inornatus vagy Parus inornatus)